# Phyllophaga lempira
Phyllophaga lempira är en skalbaggsart som beskrevs av Moron och Robbins 2004. Phyllophaga lempira ingår i släktet Phyllophaga och familjen Melolonthidae. Inga underarter finns listade i Catalogue of Life.